# فورست سیتی (مین)
فورست سیتی (به انگلیسی: Forest City) یک منطقهٔ مسکونی در ایالات متحده آمریکا است که در شهرستان واشینگتن، مین واقع شده‌است. فورست سیتی ۱۴۰ متر بالاتر از سطح دریا واقع شده‌است.